# 盛家漾
盛家漾是一个位于中国浙江省长兴县的湖泊，面积约为1.3平方千米，平均水深约为2—5米。